# Розпад Росії

Країни, на які може розпастися Росія. Прогноз Форуму Вільних Народів Постросії, 2023 рік

Ро́зпад Росі́ї — фактичні процеси (Смутні часи, Розпад Російської імперії, Розпад СРСР), гіпотетичні сценарії і прогнози щодо розпаду Російської Федерації на незалежні держави.

## Сутність
Росія, як колоніальна імперія, постійно відчуває дезінтеграційні процеси і процес розпаду проходить певні стадії. До них російські дослідники відносять події періодів Смутного часу(1604-1613), розпад Російської імперії (1917-1922), розпаду СРСР (1988 – 1991). Вчені з інших країн, що вивчають процеси розвитку та розпаду Росії, зазначають, що занепад Росії розпочався ще до смутних часів, а мілітаризм, внутрішній терор, зовнішній терор та експансія від тих часів є характеристиками занепаду Росії, але не її величі чи бурхливого розвитку. Багаторазові спроби реформування та модернізації держави не призвели до бажаних результатів - не в останню чергу тому, що центр колоніальної імперії не може знайти вирішення національного питання, як стосовно підкорених народів, так і суто власної російської ідентичності .  
Інші колоніальні імперії, подібно до Росії, втрачали колонії, але для них втрата імперії не означала втрати своєї національної держави. Для Росії втрата імперії означає втрату ідентичності та державності.[джерело?]
Процес дезінтеграції імперії продовжується, і навколишній світ повинен підготуватися до найгіршого для Росії сценарію: розпаду держави і, можливо, навіть її краху.

## Історичні приклади
Історично, структурно та ментально сучасна РФ є наступником Великого князівства Московського, яке починає виділятися з Володимиро-Суздальського в XIII столітті.

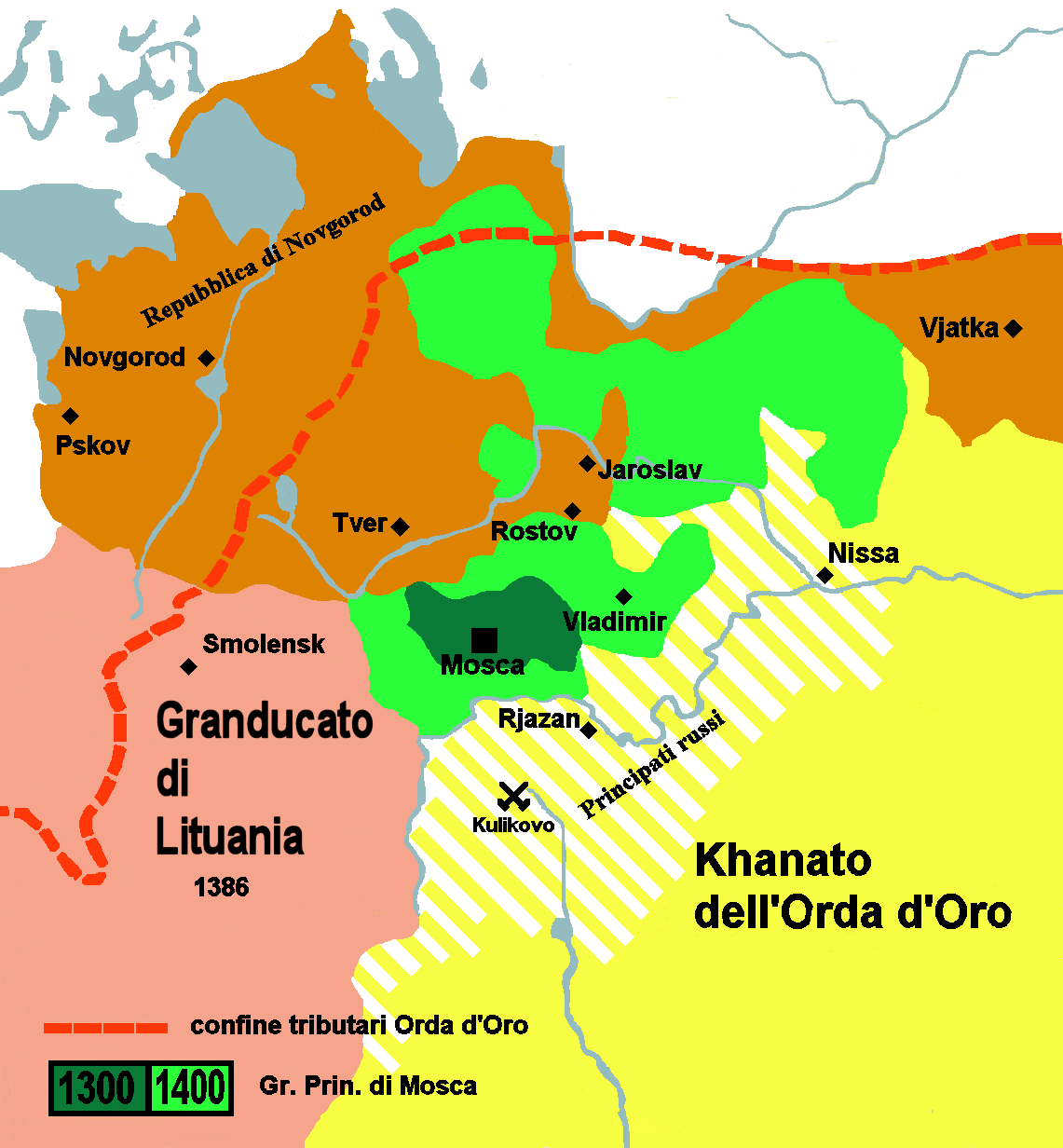
Темно зеленим зображені початкова Московія, світло зеленим розширення 1400 р

З того часу на всій територій північно-східної Євразії були періоди експансивного розширення, війн та асиміляцій упокорених народів так і кількох розпадів цього утворення. 

### Смутні часи (із 1598 року )
Кінець XVI — початок XVII сторіччя. Після занепаду династії Рюриковичів, внутрішньої боротьби за владу та війн із західними країнами, Московія зазнала значних територіальних втрат. Смоленськ був втрачений на довгі десятиліття, західна і значна частина східної Карелії перейшла під владу шведів. Росія втратила вихід до Фінської затоки. Шведи безперешкодно змогли на сторіччя взяти собі її узбережжя - Інгерманландію.

### Розпад Російської імперії (із 1917 року)

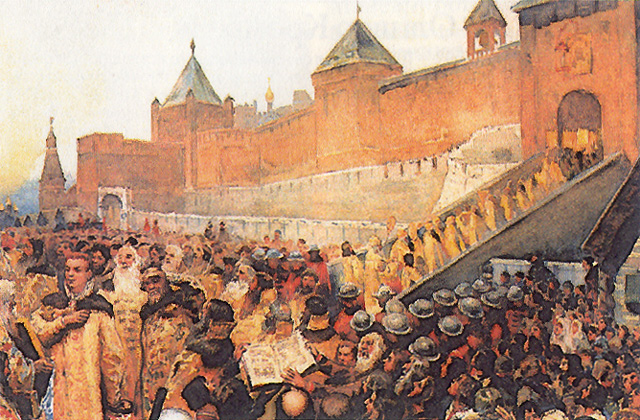
К. Ф. Лебедєв. Вступ армії Лжедмитрія I в Москву

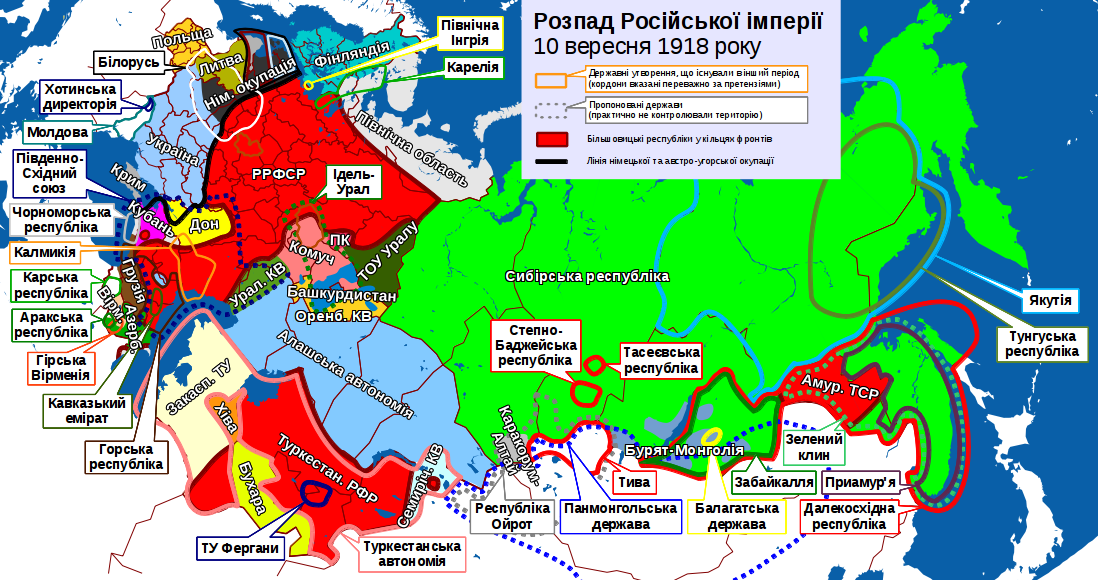
Розпад Російської імперії станом на вересень 1918

Завдяки постійній експансії Московія стала велетенською і, разом із тим, не досить добре розвинутою імперією. Швидке розширення кордонів на південь і схід були свідченням занепаду Золотої Орди та Османської імперії. На заході і півночі Московія намагалася конкурувати з імперськими потугами Стокгольма, Берліна, Парижа, Лондона й Відня. Щоб витримувати геополітичну конкуренцію із Західною Європою, Московія  була змушена «озахіднюватися». Для Московії це стало можливим завдяки готовим ресурсам для цього на західних кордонах держави, західні окупавані частини стали «власним Заходом», як цивілізаційно, так і економічно розвинутіші за московитське етнічне ядро.
Близько середини XIX століття країну Московія було перейменовано на Російську імперію і  перед імперією постала нова потребою швидкої модернізації, що призвело до парадоксального результату: чим більше докладалося зусиль, тим більше сама імперія приходила до занепаду. До краху імперського проєкту модернізації призвело постання модерних націй та масових національних рухів. Імперський центр протягом століть не міг дати собі раду з національним питанням, що і стало, від того часу, головною причиною внутрішньої слабкості й остаточного розпаду імперії. Як і в випадку зі створенням, розвитком та зміцненням імперії, західні окраїни відіграють провідну роль у її розпаді.
1917 року після Лютневої революції почались активні процеси дезінтеграції, що відбувалися в економіці, соціальній структурі, громадській і політичній сферах Російської імперії, що завершилось припиненням існування Російської імперії. З неї вийшли території, які пізніше стали або частиною незалежних держав, таких як Польща, Фінляндія і Румунія, або створювали свої власні державні формування. Розпочалася громадянська війна, яка завершилась перемогою більшовиків.

### Розпад СРСР (із 1991)

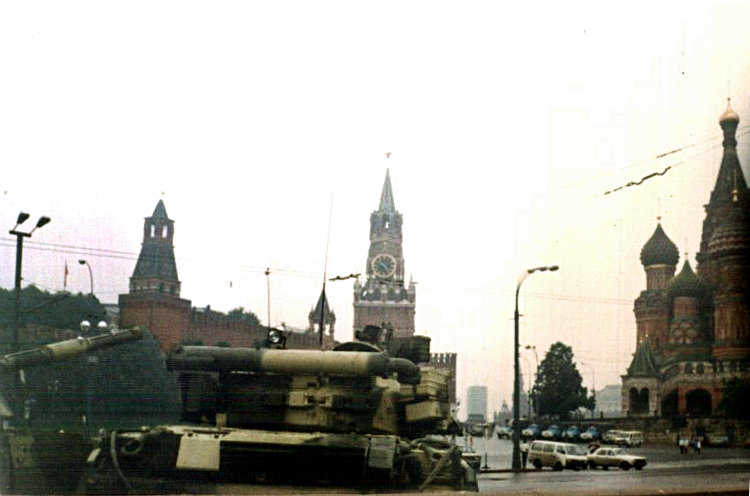
Танки в Москві під час перевороту 1991 року

1991 року завершився початковий етап розпаду СРСР, який був імперським державним формуванням зі столицею в Москві. Його розпад призвів до перетворення 15 республік СРСР: Литви, Латвії, Естонії, Білорусі, України, Молдови, Грузії, Вірменії, Азербайджану, Казахстану, Киргизстану, Узбекистану, Туркменістану і Таджикистану та власне Росії — на самостійні держави.

### Буремні дев'яності

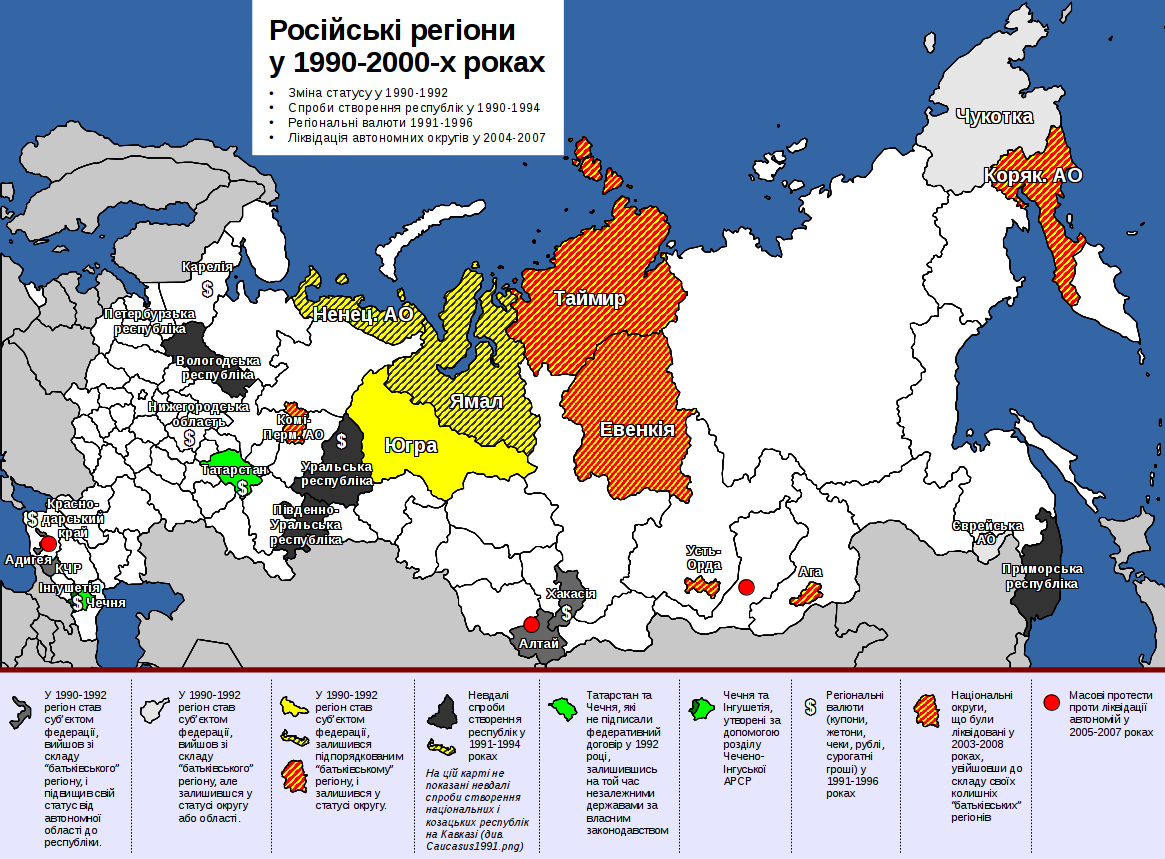
Спроби розширення автономії або вийти із складу Росії в 1990—2000 роках

Перша чеченська війна завершилась фактичним виходом Чеченської Республіки Ічкерія зі складу Росії, почались процеси розколу в інших регіонах: Кавказ, Сибір, Урал, Карелія. Республіка Татарстан увійшла до складу Росії лише в 1994 році. З усім тим процес розпаду, що набирав оберти, вдалося частково зупинити, зокрема, і з огляду на позицію західних країн, які вважали за необхідне зберегти єдиний центр контролю за ядерною зброєю на теренах колишнього СРСР і єдиний центр постачання вуглеводнів до Європи.

## Наслідки російсько-української війни (з 2014 року)

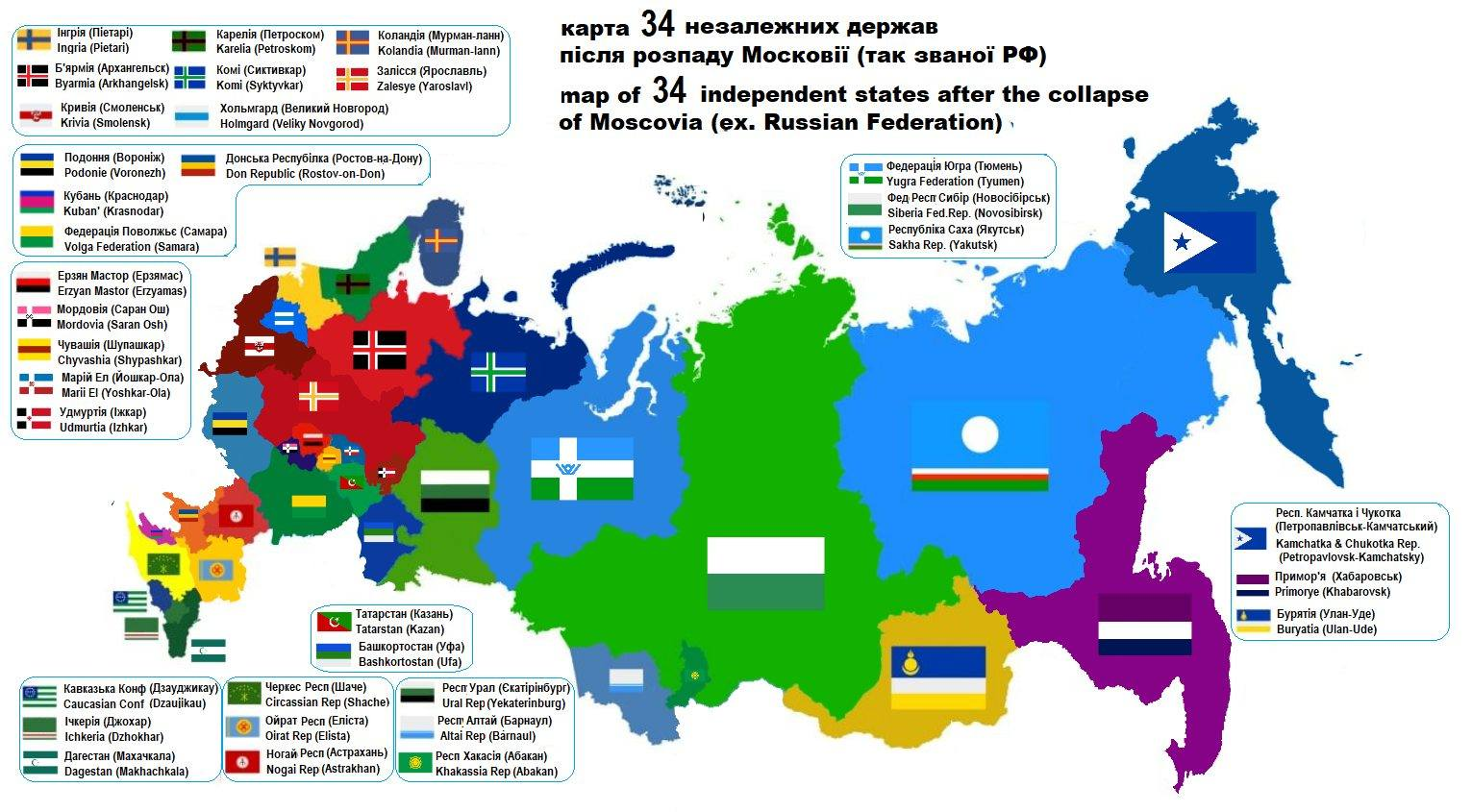
Незалежні держави, на які може розпастися Росія. Один із варіантів прогнозу Форуму Вільних Народів Постросії.

Після приходу до влади в Кремлі угруповання силовиків на чолі з Путіним Росія поступово звернула на шлях реваншизму. На цей час на території колишнього СРСР вже існували сепаратистські утворення, які спиралися на допомогу Росії, як то Придністровська Молдавська Республіка, Республіка Абхазія, Південна Осетія. Силовим шляхом (Перша чеченська війна, Друга російсько-чеченська війна), та підкупом частини місцевої еліти (Ахмат Кадиров ) було окуповано   Чеченську Республіку Ічкерія . У 2008 році Росія здійснила інтервенцію в Грузію (Російсько-грузинська війна -2008) та окупувала її частини — Республіка Абхазія, Південна Осетія, формально утворивши там підконтрольні «незалежні» республіки, а пізніше поставила під свій контроль білоруського лідера А. Лукашенка. У наступні роки, скориставшись, зокрема, зростанням цін на енергоносії, Росія почала активно відновлювати військову міць і на початку 2014 р. вдерлась до України, захопивши Крим і частину Донбасу. Але провідні країни світу відреагували стримано: висловили глибоке занепокоєння і ввели певні обмежувальні санкції проти низки російських фізичних і юридичних осіб. З початку 2015 до початку 2022 року у війні тривала умовно «холодна» фаза. Але 24.02.2022 Росія, накопичивши перед цим значні сили, розпочала повномасштабне вторгнення до України з усіх можливих напрямків, навіть з Білорусі. Країни Заходу на чолі з США почали запроваджувати нові санкції проти Росії і активно постачати в Україну свою зброю. Разом з тим, серед політологів Заходу розгорнулась дискусія щодо подальшого (після очікуваної поразки Росії у війні) територіального і політичного устрою Росії. Це дозволило б убезпечити країни НАТО, Східну Європу, Середню Азію від можливої російської агресії протягом найближчих десятиріч.
У лютому 2022 року російський журналіст Кирило Набутов порівняв вторгнення в Україну з російсько-японською війною, зазначивши, що вона призвела до першої революції в Росії, а після і встановленням радянської диктатури в 1922 році, радянсько-фінською війною, яка згодом призвела до блокади Ленінграда і афганською війною яка призвела до посилення санкцій, що вплинули на економіку СРСР і призвели до його розпаду .
2022 року деякі представники корінних народів Росії утворюють Форум Вільних Народів Росії, що дає змогу розробити план розпаду РФ. Так деякі представники ойрат-калмицького народу оголосили про незалежність. У грудні 2022 року Верховна рада України отримала на розгляд проєкт щодо визнання незалежності Республіки Татарстан.
У лютому 2023 року представники Кенігсбергу (Калінінградська область), Інгрії (Санкт-Петербург), Уралу (Єкатеринбург), Сибіру (Новосибірськ) та Кубані (Краснодарський край) оголосили про початок онлайн-референдуму щодо незалежності від Москви.
див Форум Вільних Народів Росії

## Думка вчених
Цю тему активно обговорювали Є. Холмогоров, Г. Каспаров, М. Леонтьєв, П. Святенков, К. Ремчуков, К. Родіонов, А. Єлісєєв, І. Прокопенко, Г. Греф, М. Калашников, М. Ремізов, М. Делягін, А. Фурсов, Г. Малинецький, В. Соловей, С. Кургінян, О. Проханов, М. Нарочницька, В. Авер'янов, В. Третьяков, І. Яковенко, Д. Медведєв.
Заступник директора Інституту етнології і антропології РАН Зорін Володимир Юрійович, заявляв що відкладені колись міжетнічні проблеми в Росії потрібно вирішувати, до того ж: «у будь-якої федеративної, багатонаціональної держави є небезпека розпаду».
2011 року вчені Берлінського інституту населення і розвитку представили доповідь «Зникаюча світова держава», згідно з якою кількість жителів РФ буде скорочуватися швидше, ніж передбачає найпесимістичніший офіційний прогноз. Згодом, на їхню думку, це може призвести до розпаду Росії.
Російський політолог Дмитро Орєшкін вважає, що найближчим часом розпад РФ малоймовірний, а в перспективі найближчого покоління, тобто 25 років, майже неминучий.
Ще у 2008 році американський політолог Джордж Фрідман передбачив конфлікт з Росією і її розпад після 2020 року.
Головною причиною дезінтеграційних процесів в Росії культуролог І. Яковенко вважає нерівномірність процесу ринкової модернізації в різних регіонах країни, як наслідок посилюється економічна відокремленість цих регіонів один від одного. Яковенко виділяє наступні регіони, на які може розпастися РФ: Північ і Південь Росії, Сибір, Північний Кавказ і міжконтинентальна межа.
Головний науковий співробітник Інституту філософії РАН В. Н. Шевченко при оцінці оглядової статті О. Ю. Маслова «Розпад Росії на початку XXI століття у висловлюваннях сучасників» відзначає, що в ній зібрана велика підбірка статей авторів на тему розпаду Росії: від переконаних прибічників ідеї, що розпад Росії майже неминучий і вже почався, до прибічників ідеї про штучну і умисну спробу розвалити країну.
Головною причиною дезінтеграційних процесів і можливого розпаду Росії по оглядовій роботі В. Н. Шевченко «Майбутнє Росії: Стратегії філософського осмислення» виділяється відсутність національної ідеї або проекту (подібного, наприклад, комунізму в СРСР), який об'єднував би усіх людей Росії. Російська державність знаходиться в перехідному стані, в якому активізувалися усі процеси: як інтеграційні, так і дезінтеграційні.
Супутніми причинами можливого розпаду Росії в роботі В. Н. Шевченком перераховані: ксенофобські настрої («Росія для росіян»), прагнення народів Росії до сепаратизму, перетворення національних республік у повноцінні держави.
У доповіді Ізборському клубу групою аналітиків на чолі з А. Кобяковим названі лінії розколу в сучасному російському суспільстві, які можуть потенційно привести до розпаду держави: соціально-економічна нерівність, міжнаціональні стосунки, відчуження еліт від народу, протиставлення «креативного класу» іншому суспільству.
У статті В. Н. Шевченком приведена думка, що фактично розпад вже почався і його ознаками є: правова екстериторіальність, витіснення осіб нетитульної нації в національних республіках з держапарату, радикалізація ісламу.
Реагуючи на роботу Джорджа Фрідмана «Наступні 100 років», головний редактор журналу «Росія у глобальній політиці», член президії «Ради з зовнішньої та оборонної політики» Федір Лук'янов вважає «діагноз, що його Фрідман ставить Росії», щодо її неминучого розпаду, «недалеким від істини», оскільки сучасна Росія — це країна «з населенням, що тане, однобокою сировинною економікою, застарілою інфраструктурою, багатющими ресурсами і геополітичним положенням, яке генерує експансіоністські інстинкти», і, внаслідок цього, «вкрай уразлива». При подальших діях з жорсткою й одномірною логікою у неї небагато шансів на успіх.
Арнольд Тойнбі, проаналізувавши розвиток відомих цивілізацій в історії людства, — і серед них російську парість головного масиву православного християнства, — виділив певні етапи їх розвитку, що завершується процесом розпаду. Російська парість православного християнства на другу чверть двадцятого сторіччя християнської ери не тільки ввійшла у фазу своєї світової держави, а вже й проминула її:

| Братовбивчі війни з дедалі більшим насильством безперечно становили найпоширенішу причину смертності серед цивілізацій усіх трьох поколінь. У першому поколінні вони, напевне, знищили шумерську та аккадську цивілізації, а ймовірно, ще й мінойську. В другому поколінні — вавилонську, індську, сирійську, еллінську, давньокитайську, мексиканську та юкатанську. В третьому поколінні призвели до розпаду православної цивілізації — як у її головному масиві, так і в російській парості,— далекосхідної в її японській парості, індуїстської та іранської [24]. |
Відгалуження православно-християнського світу в Росії утворило світову державу наприкінці п'ятнадцятого сторіччя, після об'єднання Москви з Новгородом. Утворення світової держави є знаком занепаду, — хоча це не перший етап розпаду, як, зрештою, і не останній, — і шестеро не західних цивілізацій надломилися внутрішньо ще до того, як затріщали під зовнішнім тиском західної цивілізації.
«Суть занепаду цивілізацій зводиться до трьох етапів: спочатку творча меншість втрачає творчу снагу, далі — нетворча більшість відмовляється від мімезису і — як наслідок — порушується єдність суспільства в цілому». У Росії православно-християнське суспільство було вже надломлене з чисто внутрішніх причин ще до того, як монголи переправилися через Волгу в 1238 році. На Росію західна цивілізація стала тиснути на значно більш ранньому етапі занепаду цивілізацій, але занепад на той час уже розпочався, бо Царство Романових, що його Петро I взявся перетворити на національну державу, яка увійшла би до Західної співдружності націй, була вже світовою державою, котра існувала понад двісті років. А. Тойнбі вказував на «непомильні ознаки» того, що раніше ніж перше англійське судно пришвартувалося в Архангельську, православно-християнська цивілізація в Росії вже стала хилитися до занепаду. В російській історії «доба лихоліття» — в розумінні А. Тойнбі — почалася не з вибухом народних бунтів та заворушень на початку XVII ст., хоча саме ті роки росіяни позначили терміном «смутні часи» (рос. «смутное время»).
Критерієм процесу розпаду цивілізацій є той розкол та розбрат в лоні суспільства, з яких часто починається посилення контролю над середовищем. Намагання посилити контроль над тим чи тим середовищем виступає супровідним елементом розпаду, а не розвитку. Мілітаризм, найпоширеніша характеристика занепаду й розпаду, часто є ефективним засобом посилення контролю суспільства як над іншими людськими спільнотами, так і над неживими силами природи. Оскільки вульгарні оцінки людського процвітання формулюються в термінах могутності й багатства, то перші розділи трагічного занепаду суспільства широка публіка сприймає як розділи величі й бурхливого розвитку. Проте рано чи пізно ілюзії розвіюються, бо невиліковно хворе суспільство, «поділене супроти себе», майже напевне знову вкладе у війну більшу частину тих додаткових ресурсів, людських і матеріальних, які йому пощастило добути війною. Факти засвідчують, що посилення контролю над тим чи тим середовищем частіше виступає супровідним елементом розпаду, а не розвитку.
У XIX ст. демократичний націоналізм, який у Німеччині та в Італії об'єднав велику кількість держав у одну державу, став сприяти дезінтеграції багатонаціональних імперій — Габсбурзької, Оттоманської та Російської.
У стосунках між центром та окраїнами Російської держави прагматизм був ефективним до середини XIX століття, коли імперія постала перед потребою швидкої модернізації. Модернізація, однак, призвела до парадоксального результату: чим більше докладалося зусиль, тим більше сама імперія приходила до занепаду. Головною причиною краху імперського проекту модернізації стало постання модерних націй та масових національних рухів. Імперський центр не зміг дати собі раду з національним питанням, що й стало головною причиною внутрішньої слабкости й остаточного розпаду Російської імперії. Вже революція 1905—1907 років була в першу чергу національною революцією. Як і у зміцненні імперії, так і у її розвалі західні окраїни відіграли провідну роль.
Розпад Радянського Союзу в останнє десятиріччя XX ст. є завершенням не лише 70-літньої історії багатонаціональної комуністичної імперії, а й фіналом понад 400-літньої історії поліетнічної Російської імперії. Розпад СРСР не варто зводити лише до кризи соціалістичної системи, не враховуючи спадщини Російської імперії. Він є частиною загального процесу зникнення поліетнічних імперій та їх розщеплення на національні держави, прикладом чого в Європі стали Османська та Габсбурзька імперії в XIX і на початку XX ст., а на не європейських територіях — деколонізація. Жовтнева революція та радянська влада всього лише відтягнули розпад Російської імперії на декілька десятиліть.
На відміну від інших імперій, які руйнувалися тоді, коли їхні метрополії трансформувалися в «нормальні» національні держави, Російська імперія розвалилася до того, як виникла російська нація і російська національна держава. Важливим чинником краху імперій у 1917 та 1991 роках був конфлікт між імперською державою та російською нацією, чи «суспільством», що формувалися на той час. В обох випадках «Росія» сприяла падінню «Імперії». Це дозволяє зробити висновок, що обидві імперії не змогли вирішити «російського питання» — безумовно, одного з найважливіших для Росії.
Іншим важливим чинником, що сприяв падінню Російської та Радянської імперій було їхнє надмірне розширення. Вони встановили гегемонію над націями й територіями, які відмовлялися визнати Росію та СРСР зразком вищої цивілізації, вищою формою розвитку економіки й урядування — якостей, що їх мусить мати імперія, якщо її система управління не базується на самому насильстві. За відсутності такого визнання з боку підлеглих встановлення гегемонії вимагало широкого вживання насильницьких методів, що зробило російське правління в Європі важким тягарем для росіян і ще більше сприяло відчуженню російських людей від їхньої держави. Ці чинники стали додатковими перешкодами у формуванні сучасної російської нації. Включення неросійських національностей в імперську та радянську державу негативно вплинуло на умови життя російських людей. Покликані та примушені своїми урядами (царським та комуністичним) служити великій меті імперії російські люди виявили, що їм дуже складно само ідентифікуватися незалежно від імперії.
Для інших імперій, що втрачали колонії, втрата імперії не означала втрати своєї національної держави. Для росіян втрата імперії означає втрату держави.

## Можливі причини
На думку математика Георгія Малинецького, існує п'ять можливих причин розпаду Росії:
- велика різниця між рівнем доходу різних соціальних шарів;
- розрив між різними регіонами по рівню доходу;
- складність комунікацій між різними регіонами країни, що є наслідком нерозвиненості інфраструктури;
- розлом поколінь;
- конфесійний і національний розпад.

## Можливі сценарії розпаду
Приведені нижче сценарії, це найпоширеніші моделі розпаду схожих країн, тобто великих, багатонаціональних, централізованих
| Сценарій | Історичні приклади | Нинішня ситуація в Росії |
| --- | --- | --- |
| Сильне послаблення центральної влади в Москві внаслідок урядового перевороту чи кризи влади. Нова влада недієздатна, починається боротьба за владу, як результат анархія, керувати загальнодержавними інфраструктурами та сферами життя не можливо, регіони вимушені відокремитись.                                                | Розпад Російської імперії. Позбувшись централізованої влади в державі, навіть групи невеликих поселень, деякі міста, регіони із власною культурою, та колишні адміністративно-територіальні одиниці, були змушені проголошувати свої нежиттєздатні республіки-одноденки, які під час громадянської війни переходили «з рук в руки». | Влада в Росії досить централізована, регіони підконтрольні центру.                                                                 |
| Посилення націоналізму та релігійної нетерпимості в якомусь мононаціональному регіоні. Цей регіон виходить із складу Росії в результаті війни, інші мононаціональні регіони бажають брати з них приклад. Також можливе збільшення ролі якоїсь однієї нації або релігії над усіма іншими, що посилить націоналізм інших регіонів.   | Розпад Югославії. Передумовами для розпаду серед багатьох причин виділяють значне посилення націоналізму в регіонах, та великосербський шовінізм. Коли із складу союзу захотіли вийти Хорватія, і Словенія, це дало поштовх усім іншим національностям задуматись над своєю незалежністю. Словенці, хорвати, угорці — католики; серби, чорногорці, частина македонців, частина албанців — православні; боснійці, частина албанців — мусульмани. Між цими релігійними громадами існували давні суперечності, непорозуміння і взаємні образи. | Як і у будь-якої багатонаціональної країни етнічні регіони мають деякою мірою сепаратистські настрої, присутнє явище націоналізму. |
| Економічна криза, сильно ослаблює Росію. Економічно сильні регіони вже не бажають годувати слабкі та дотаційні регіони та їх «відпускають», або економічно сильні регіони виходять із федерації силою. Також економічний спад часто викликає загострення вже існуючих соціальних та політичних проблем, що також послаблює країну. | Розпад Португальської колоніальної імперії. В XIX столітті Португалія втрачає свою могутність, Наполеонівські війни, економічний занепад, ліквідація монархії та інше, призвели спершу до припинення експансіонізму, а потім змусило годувати за рахунок метрополії португальські колонії в Африці. Не дивлячись на успішне придушення спроб відокремлення таких країн як Ангола, Мозамбік, та інших, їх з рештою довелось визнати незалежними, через те що вони стали економічним тягарем для Португалії.                                  | Рівень економічного розвитку в регіонах не рівномірний, економічні санкції щодо Росії негативно впливають на її економіку.         |
| Росія розпочинає війну із зовнішнім ворогом, та програє, частину її регіонів анексує ворог, в інших регіонах можливі вище зазначенні сценарії. | Третій рейх. Після поразки в Другій Світовій Війні частина території Німеччини була поділена між Чехословаччиною, Польщею, Францією, Югославією, Австрією та СРСР, а на решті території існували зони окупації, пізніше реорганізовані у дві країни: НДР та ФРН. | Росія є державою-агресором. Ведеться загарбницька війна з Україною                                                                 |
| Занепад загальнодержавної ідеї. | Розпад СРСР. Ідеологія комунізму виявилась не життєздатною в кінці XX століття, це була одна з причин розпаду СРСР. | Офіційно Росія не має загальнодержавної ідеології. Та не офіційно, іноді виділяють ідеологію «російського світу».                  |

## Думка політиків
2011 року під час засідання в Гудермесі Путін заявив щодо виходу Кавказу зі складу Росії: «Якщо це відбудеться, зразу ж, саме в цю секунду — навіть не в годину, а у секунду — знайдуться ті, хто захоче зробити те саме з іншими територіальними утвореннями Росії. Й це стане трагедією, яка торкнеться кожного без винятку громадянина Росії».
В інтерв'ю журналу «Експерт» у квітні 2005 року Дмитро Медведєв сказав: «Якщо ми не зуміємо консолідувати еліти, Росія може зникнути як єдина держава. <…> Наслідки будуть жахливими. Розпад Союзу може здатися постановкою в дитячому садку в порівнянні з державним колапсом у сучасній Росії».
Олександр Дугін вважає, що якби у Росії з'явився новий, ще радикальніший, ніж В. Путін, лідер, що провів би реформи у «народному та соціальному дусі у внутрішній політиці», то можна було би запобігти «різким і травматичним подіям» у РФ. Потрібна також «послідовна державна національна ідеологія». Але підстав очікувати такого розвитку у Росії немає. У реальності ж правляча еліта починає впроваджувати проект «вічного путінізму», тобто перетворення статус-кво в нескінченне повторення одного і того ж, в свого роду «день бабака». Правляча еліта переоцінює «ідіотизм і пасивність російського народу». Суспільство ж може задуматись над можливою альтернативою і вимагати ясності у шляхах розвитку країни. 
| Якщо ж цього не станеться, то розпад державності почнеться в прискореному темпі. Адже і відносини з суб'єктами федерації, що мають яскраво виражену етнічну специфіку, будуються на Путіні і його жорсткій лінії в справі російського суверенітету. Найменше коливання в цьому питанні миттєво все відкине в ситуацію 90-х і знову зробить розпад Росії цілком вірогідною загрозою [37]. |

## Геополітичний коридор
У Росії три важливих коридори: Оренбурзький, Кудимкарський і Бодайбинський. При гіпотетичному розпаді РФ територія поза республік може утворити три держави: Росія (Європейська), Сибірська республіка, Далекосхідна республіка.